# Torneio Rio-São Paulo de 1998

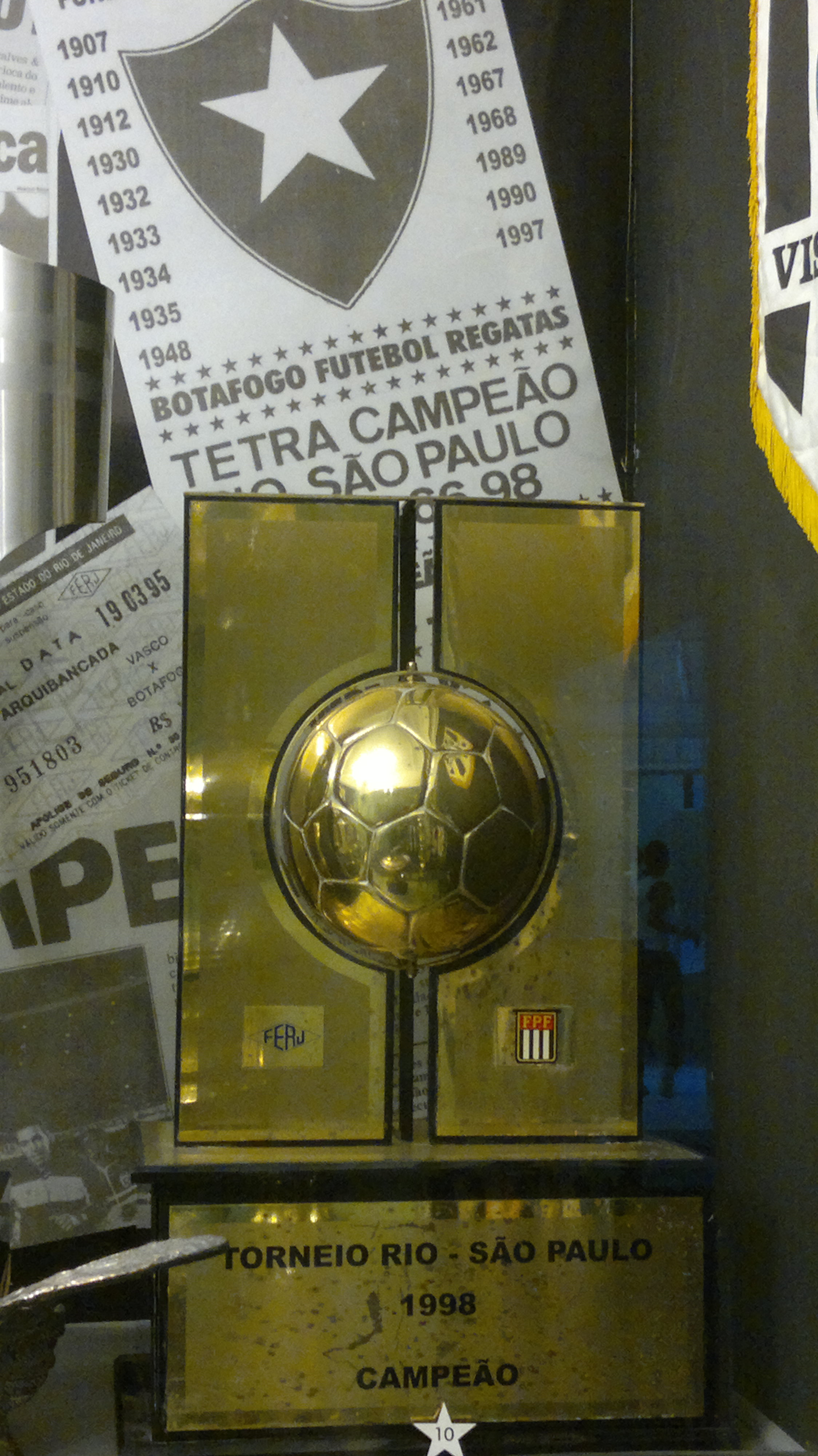

O Torneio Rio-São Paulo de 1998 foi a 21.ª edição do torneio, que reunia apenas clubes do Rio de Janeiro e São Paulo. O torneio aconteceu entre 21 de janeiro e 4 de março de 1998. O campeão foi o Botafogo e o vice foi o São Paulo.

## Regulamento
Os oito times eram divididos em dois grupos de quatro, todos jogando em turno e returno. Os dois primeiros de cada chave iam para a semifinal, com os vencedores disputando o título.

## Clássicos
Devido a acordos entre os times, os clássicos entre times do mesmo estado eram realizados fora das capitais. Os cariocas jogavam entre eles em Brasília e os paulistas se enfrentavam em Ribeirão Preto e Presidente Prudente.
Um curiosidade é que a semifinal entre São Paulo e Palmeiras foi realizada em Campinas.

## TV
O SBT e a Rede Globo transmitiram essa edição do torneio na TV aberta. O SporTV mostrou em TV fechada.

## Grupo A
| Pos. | Equipe        | P  | J | V | E | D | GP | GC | SG |
| ---- | ------------- | -- | - | - | - | - | -- | -- | -- |
| 1    | Palmeiras     | 13 | 6 | 4 | 1 | 1 | 12 | 8  | 4  |
| 2    | Botafogo      | 11 | 6 | 3 | 2 | 1 | 8  | 6  | 2  |
| 3    | Vasco da Gama | 7  | 6 | 2 | 1 | 3 | 6  | 7  | -1 |
| 4    | Corinthians   | 3  | 6 | 1 | 0 | 5 | 5  | 10 | -5 |

## Grupo B
| Pos. | Equipe     | P  | J | V | E | D | GP | GC | SG |
| ---- | ---------- | -- | - | - | - | - | -- | -- | -- |
| 1    | Santos     | 12 | 6 | 3 | 3 | 0 | 12 | 7  | 5  |
| 2    | São Paulo  | 7  | 6 | 1 | 4 | 1 | 8  | 8  | 0  |
| 3    | Fluminense | 6  | 6 | 1 | 3 | 2 | 9  | 10 | -1 |
| 4    | Flamengo   | 4  | 6 | 0 | 4 | 2 | 6  | 10 | -4 |

## Fase Final
|  | Semifinais      | Semifinais | Semifinais | Semifinais |   |           | Final | Final | Final | Final |
|  |                 |            |            |            |   |           |       |       |       |       |
|  | São Paulo (pen) | 1          | 1          | 2 (3)      |   |           |       |       |       |       |
|  | Palmeiras       | 2          | 0          | 2 (2)      |   |           |       |       |       |       |
|  | Palmeiras       | 2          | 0          | 2 (2)      |   | São Paulo | 2     | 2     | 4     |       |
|  |                 |            |            |            |   | São Paulo | 2     | 2     | 4     |       |
|  |                 | Botafogo   | 3          | 2          | 5 |           |       |       |       |       |
|  | Santos          | Botafogo   | 3          | 2          | 5 | 0         | 2     | 2 (3) |       |       |
|  | Santos          |            |            |            |   | 0         | 2     | 2 (3) |       |       |
|  | Botafogo (pen)  | 0          | 2          | 2 (4)      |   |           |       |       |       |       |

Na fase semifinal o São Paulo derrotou o Palmeiras na disputa por pênaltis por 3x2 no segundo jogo e o Botafogo derrotou o Santos por 4x3 no segundo jogo.

## Semifinal

#### jogos de ida
| 17 de fevereiro de 1998 | São Paulo | 1 - 2 | Palmeiras                   | Pacaembu, São Paulo                                 |
|                         | Dodô 44'  |       | Paulo Nunes 19' · Oséas 24' | Público: 15 019 Árbitro: Jorge dos Santos Travassos |

| 17 de fevereiro de 1998 | Botafogo | 0 - 0 | Santos | Maracanã, Rio de Janeiro                               |
|                         |          |       |        | Público: 2 532 (pagantes) Árbitro: Oscar Roberto Godói |

#### jogos de volta
| 25 de fevereiro de 1998 | Palmeiras | 0 - 1 | São Paulo | Brinco de Ouro da Princesa, Campinas             |
|                         |           |       | Dodô 65'  | Público: 23 411 Árbitro: Paulo César de Oliveira |

|                                         |       | Penalidades                     |  |
| Arce Júnior Rogério Paulo Nunes Galeano | 2 – 3 | Denílson Serginho Capitão Gallo |  |

| 25 de fevereiro de 1998 | Santos                             | 2 - 2 | Botafogo              | Pacaembu, São Paulo                               |
|                         | Marcos Assunção 64' · Ronaldão 67' |       | Túlio 37' · Djair 61' | Público: 2 532 (pagantes) Árbitro: Reinaldo Ribas |

|                                                  |       | Penalidades                                      |  |
| Ânderson Marcos Assunção Narciso Sandro Jorginho | 3 – 4 | Bebeto Gonçalves França Jorge Antônio Jorge Luiz |  |

- Classificados: São Paulo e Botafogo

## Final

#### jogo de ida
| 28 de fevereiro de 1998 | São Paulo             | 2 - 3 | Botafogo                                           | Morumbi, São Paulo                               |
|                         | Dodô 50' · França 64' |       | Zé Carlos 38' · Sérgio Manoel 75' · Jorge Luiz 86' | Público: 38,560 pagantes Árbitro: Reinaldo Ribas |

São Paulo: Rogério Ceni; Zé Carlos, Capitão, Márcio Santos e Serginho; Gallo, Carlos Miguel, Reinaldo (Adriano) e Denílson; Dodô (Marcelinho) e Aristizábal (França). Técnico: Nelsinho Baptista
Botafogo: Wágner; Jorge Antônio, Jorge Luiz, Gonçalves e Jefferson; Pingo (Tico Mineiro), França, Djair e Sérgio Manoel (Grotto); Zé Carlos (Róbson) e Túlio. Técnico: Gílson Nunes

#### jogo de volta
| 4 de março de 1998 | Botafogo                     | 2 - 2 | São Paulo                     | Maracanã, Rio de Janeiro                                 |
|                    | Jéferson 11' · Zé Carlos 76' |       | Adriano 31' · Dodô 37' (pen.) | Público: 56,334 pagantes Árbitro: Oscar Roberto de Godói |

Botafogo: Wágner; Wilson Goiano, Jorge Luiz, Gonçalves e Jefferson; Pingo, França (Zé Carlos), Djair e Sérgio Manoel (Alemão); Túlio e Bebeto. Técnico: Gílson Nunes
São Paulo: Rogério Ceni; Zé Carlos, Capitão, Márcio Santos e Serginho; Sidney, Fabiano (França), Carlos Miguel e Adriano (Gallo); Dodô e Denílson. Técnico: Nelsinho Baptista

## Premiação
| Torneio Rio-São Paulo de 1998 |
| Rio de Janeiro                |
| ----------------------------- |
| Botafogo Campeão (4° título)  |

## Estatísticas

### Publico
- Público total: 274.253 pagantes[7]

- Média de público: 9.457 pagantes (29 jogos)

- Maior Público: 54 334 pagantes - (Botafogo 2 x 2 São Paulo)

- Menor público: 491 pagantes - (Vasco 0 x 1 Corinthians)

### Renda
- Renda total: R$ 2 932 564,50

- Média de renda: R$ 101 122,00

- Maior renda: R$ 569 775,00 - (Botafogo 2 x 2 São Paulo)

- Menor renda: R$ 5 410,00 - (Vasco 0 x 1 Corinthians)